# James Charnley House
La James Charnley House, nota anche come Charnley-Persky House, è una casa museo situata al numero 1365 di North Astor Street nel quartiere Gold Coast della zona nord di Chicago, Illinois. Progettata nel 1891 e completata nel 1892, è una delle poche opere residenziali sopravvissute di Adler & Sullivan.
La casa è di proprietà e gestita come museo e sede della Society of Architectural Historians (SAH). È stata designata  National Historic Landmark nel 1998 ed è inserita nel National Register of Historic Places.

## Architettura
La Residenza Charnley si trova nel quartiere Gold Coast di Chicago, all'angolo sud-est di North Astor Street e East Schiller Street. È alta tre piani, con un seminterrato rialzato in pietra e due piani e mezzo ricoperti di mattoni romani. La facciata è divisa verticalmente in tre parti, la parte centrale ospita l'ingresso principale in una cornice di pietra fiancheggiata da finestre a doppia anta. Sopra di essa si trova un balcone ornato in legno sporgente che nasconde il fatto che la parete dietro di esso è incassata. Le sezioni laterali hanno ciascuna una singola finestra a doppia anta inserita in grandi spazi di mattoni, in profonde aperture rettangolari con architravi di mattoni. Il terzo livello è separato dai livelli inferiori da una stringa di pietra e ha due finestre quadrate profondamente incassate in ciascuna sezione. L'interno della casa evidenzia un marcato contrasto con il suo esterno relativamente semplice. Presenta lavorazioni in legno di alta qualità, con librerie integrate dotate di ante con vetro di varie forme e dimensioni. La biblioteca principale presenta un camino di marmo rosa africano, e la sala da pranzo fa ampio uso del mogano, un legno preferito da Louis Sullivan.

## Storia
La casa fu completata nel 1892 per Charnley, un commerciante di legname di Chicago che visse nella casa con la sua famiglia per circa un decennio. È un design distintivo e originale di Sullivan, in cui un'estetica moderna è stata portata a una forma simmetrica essenzialmente classica. Charnley e Sullivan erano amici prima dell'incarico, e Sullivan aveva precedentemente progettato case vacanza vicine per Charnley e se stesso a Ocean Springs, Mississippi.
Dopo diversi anni come proprietà in affitto, la casa fu acquistata nel 1918 dall'investitore immobiliare James B. Waller, Jr., per la sua residenza personale. Waller estese la casa a sud con un'aggiunta di porticato che fu successivamente rimosso durante il restauro. Dopo la morte di Waller nel 1949, la casa fu di proprietà di suo figlio James B. Waller III. La casa fu successivamente acquistata dallo studio di architettura Skidmore, Owings and Merrill nel 1986 e restaurata per essere utilizzata dalla SOM Foundation. Il filantropo di Chicago Seymour Persky acquistò la casa nel 1995 e la donò alla SAH che la rinominò in suo onore come Charnley–Persky House per commemorare il suo ruolo nella conservazione del monumento architettonico.